# Summorum Pontificum (motu proprio)
Pour les articles homonymes, voir Summorum Pontificum.
Summorum Pontificum est une lettre apostolique sous forme de motu proprio publiée le 7 juillet 2007, par laquelle le pape Benoît XVI redéfinissait le cadre juridique de la continuation de la célébration de la forme du rite romain qui était en vigueur en 1962, le rite tridentin.
Les premiers mots (en latin) du document sont Summorum Pontificum cura (« La sollicitude des souverains pontifes »).
Son principal effet pratique était d'autoriser (art. 1) tout prêtre catholique de l'Église latine, quand il célébrait la messe sans le peuple, à utiliser soit l'édition 1962 soit l'édition 2002 du Missel romain ; et d'autoriser les curés et les recteurs d'églises qui ne sont ni paroissiales ni conventuelles à accepter si un groupe stable de fidèles leur demandait de célébrer la messe selon l'édition 1962 et à utiliser le « rituel ancien pour l’administration des sacrements du baptême, du mariage, de la pénitence et de l’onction des malades ».

## Contenu dumotu proprio
Par le motu proprio Summorum Pontificum, publié le 7 juillet 2007, accompagné d'une lettre pastorale adressée aux évêques, le pape Benoît XVI donnait un cadre canonique à l'usage du « rite tridentin », expression que le pape déplorait, en déclarant à propos des missels de 1962 et de 2002 : « Il n’est pas convenable de parler de ces deux versions du Missel romain comme s’il s’agissait de "deux rites". Il s’agit plutôt d’un double usage de l'unique et même rite».

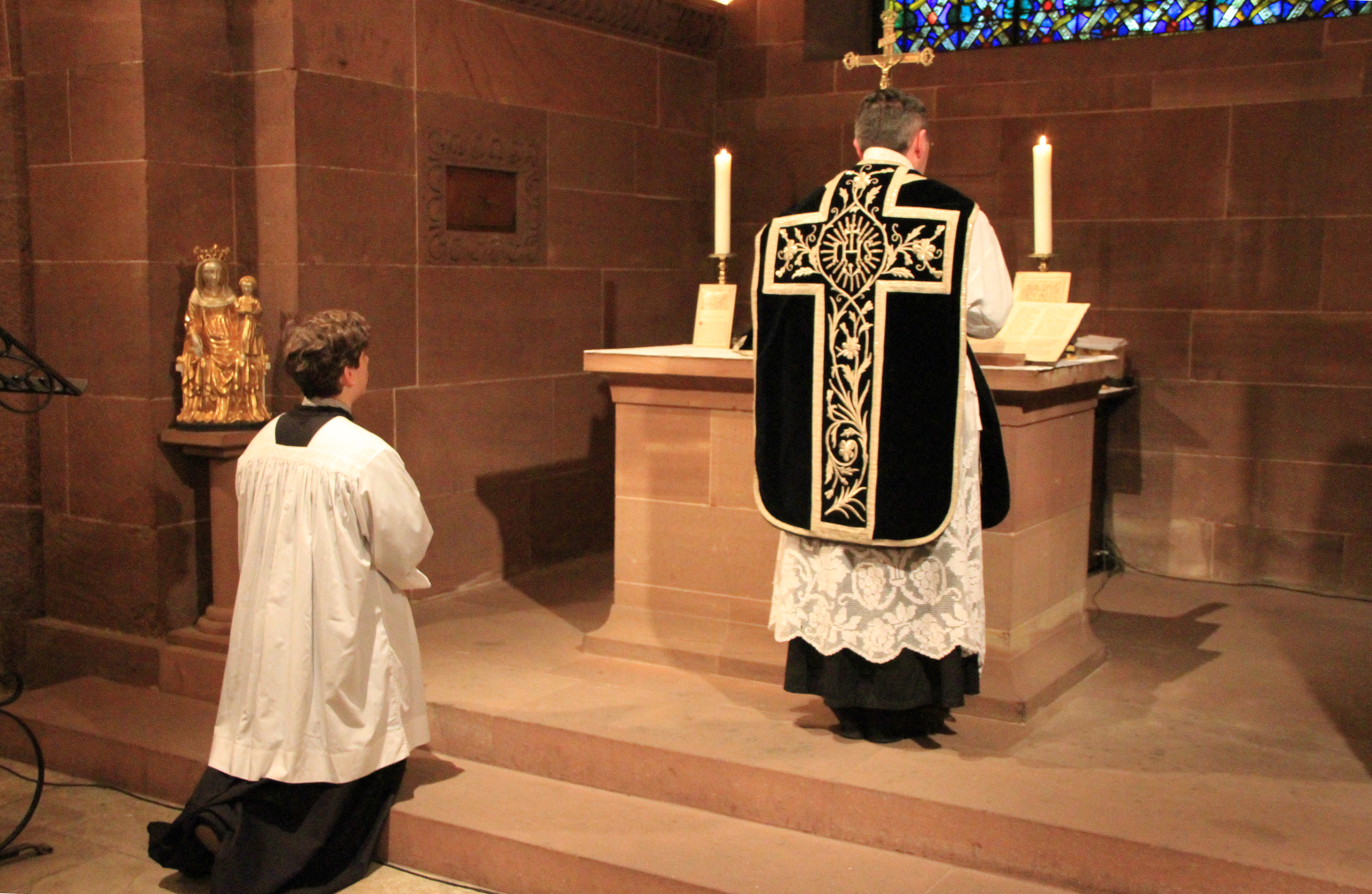
Messe basse tridentine de requiem dans la crypte de la cathédrale Notre-Dame de Strasbourg.

Pour Benoît XVI, il n'existe qu'un seul rite romain, dont deux formes peuvent légitimement être employées : la « forme ordinaire » (messe de Paul VI) et la « forme extraordinaire » du même rite romain, sixième édition typique (publiée en 1962 par Jean XXIII) du missel initialement réformé en 1570.
L'article 5 concernait les fidèles attachés à la forme tridentine : « Dans les paroisses où il existe un groupe stable de fidèles attachés à la tradition liturgique antérieure, le curé accueillera volontiers leur demande de célébrer la messe selon le rite du Missel romain édité en 1962. » L'autorisation de la « forme extraordinaire » dépendait donc du curé ou du recteur de l'église, alors qu'elle était jusque-là réservée à l'évêque. Si le curé ne pouvait répondre à cette demande, il devait s'adresser à l'évêque diocésain, qui devait proposer des solutions. Cependant, l'évêque restait de droit le modérateur de la liturgie et conservait son autorité.
En dehors du cadre public des célébrations paroissiales, la messe « en l'absence de peuple » (sine populo) pouvait être célébrée selon la forme de 2002 ou de 1962, un indult n'étant plus nécessaire (art. 2).
Le motu proprio déclarait donc que la réforme liturgique n’avait pas abrogé juridiquement le missel de 1962, toujours utilisable « en principe » dans l'Église latine. Plusieurs canonistes ont mis en doute l'exactitude de cette affirmation,,.
D'autre part, certains chapitres du Rituel romain avaient été formellement supprimés et remplacés, comme l'extrême-onction remplacée par l'onction des malades.
Les clercs conservaient le droit d’utiliser le Bréviaire romain de 1962 pour la liturgie des Heures.

## Lettres aux évêques
Benoît XVI a envoyé une lettre aux évêques catholiques du monde entier pour accompagner Summorum Pontificum. Il y indique qu'il n'y a pas d'enjeu pastoral fort dans Summorum Pontificum mais que cette redéfinition de l'usage de la messe de 1962 fait craindre à certains l'apparition d'un bi-ritualisme, découlant de la possibilité offerte aux fidèles de choisir entre deux formes de l'unique rite romain, incarnant deux visions de l'Église fort différentes, sinon opposées. « Deux craintes s'opposaient plus directement à ce document », et la longue introduction du motu proprio, ainsi que la lettre d'accompagnement, sont destinées à les dissiper :

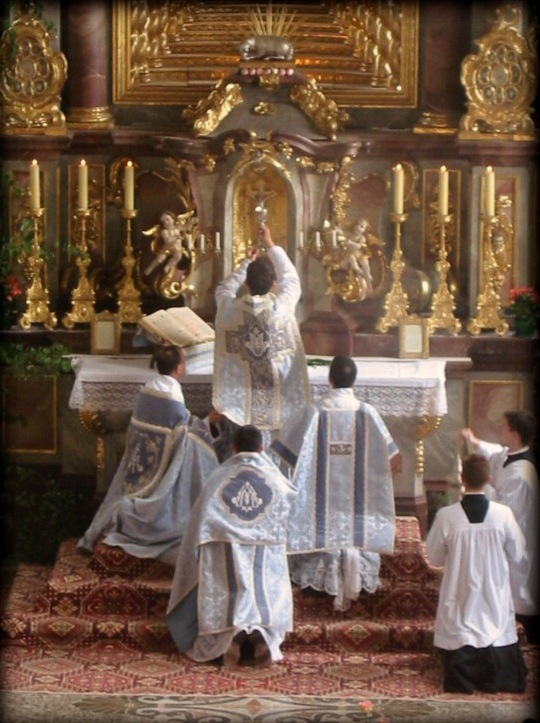
L'élévation lors d'une messe pontificale tridentine.

- D'une part, il y est nettement affirmé que la norme[9] reste le missel de Paul VI, et que rien n'est remis en cause par rapport à l'enseignement de Vatican II (notamment sur la réforme liturgique). « Le nouveau Missel restera certainement la forme ordinaire du rite romain, non seulement en raison des normes juridiques, mais aussi à cause de la situation réelle dans lesquelles se trouvent les communautés de fidèles. »
- D'autre part, « Il n'y a aucune contradiction entre l'une et l'autre édition du Missale Romanum. » Les deux formes liturgiques doivent être reconnues comme une même lex credendi, et comme deux formes légitimes de la lex orandi, l'une étant la forme ordinaire de l'Église catholique de rite latin, l'autre une forme extraordinaire, « honorée en raison de son usage vénérable et antique ».

La remise à l'honneur de la pratique liturgique tridentine répond aussi à une préoccupation pastorale interne : « Il est apparu clairement que des personnes jeunes découvraient également cette forme liturgique, se sentaient attirées par elle, et y trouvaient une forme de rencontre avec le mystère de la Très Sainte Eucharistie qui leur convenait particulièrement. » Par ailleurs, le pape renouvelle les critiques déjà formulées par Jean-Paul II sur les dérives liturgiques modernes : « En de nombreux endroits on ne célébrait pas fidèlement selon les prescriptions du nouveau Missel (…) cette créativité a souvent porté à des déformations de la Liturgie à la limite du supportable. » Il souhaite en conséquence que « dans la célébration de la Messe selon le Missel de Paul VI, [soit] manifestée de façon plus forte que cela ne l'a été souvent fait jusqu'à présent, cette sacralité qui attire de nombreuses personnes vers le rite ancien ».

## Relations avec les traditionalistes

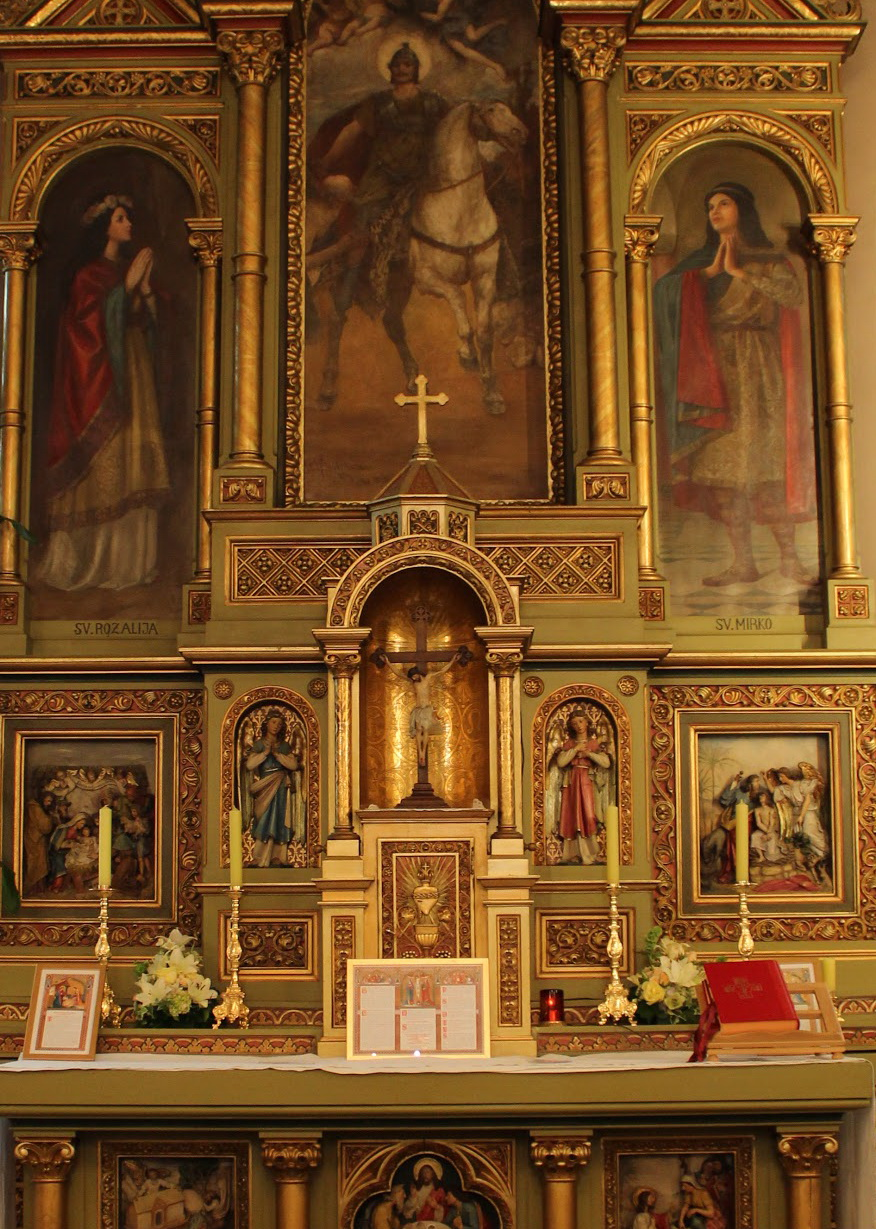
Autel préparé pour une messe tridentine, Croatie.

Dans sa lettre d'accompagnement, Benoît XVI indique que la « raison positive » de ce motu proprio est de mettre fin à cette division interne. Il constate qu'historiquement, au seuil des schismes passés, « les responsables de l’Église n’ont pas fait suffisamment pour conserver ou conquérir la réconciliation et l’unité » et que « les omissions dans l’Église ont eu leur part de culpabilité dans le fait que ces divisions aient réussi à se consolider ». Il condamne fermement certains discours traditionalistes qui visent à rejeter la réforme liturgique sur des arguments de non-conformité aux dogmes de l'Église : « Pour vivre la pleine communion, les prêtres des communautés qui adhèrent à l'usage ancien ne peuvent pas non plus, par principe, exclure la célébration selon les nouveaux livres. » Cela étant dit, il adresse aux évêques et à tous ceux qui auront des décisions à prendre en ces matières, le plaidoyer de Paul : « Nous vous avons parlé en toute liberté, Corinthiens ; notre cœur s'est grand ouvert. Vous n'êtes pas à l'étroit chez nous ; c'est dans vos cœurs que vous êtes à l'étroit. Payez-nous donc de retour ; … ouvrez tout grand votre cœur, vous aussi ! » (2 Co 6. 11-13).
Ces dispositions sont saluées aussi bien par Bernard Fellay au nom de la Fraternité sacerdotale Saint-Pie-X que par les traditionalistes des communautés Ecclesia Dei.

## Remarque deBenoîtXVIen 2008
En septembre 2008 — alors qu'il entame un voyage en France — Benoît XVI a déclaré à une question d'un journaliste que Summorum Pontificum « est simplement un acte de tolérance, dans un but pastoral pour des personnes qui ont été formées dans cette liturgie, l'aiment, la connaissent, et veulent vivre avec cette liturgie. C’est un petit groupe parce que cela suppose une formation en latin, une formation dans une culture certaine. Mais pour ces personnes avoir l'amour et la tolérance de permettre de vivre avec cette liturgie cela me semble une exigence normale de la foi et de la pastorale d'un évêque de notre Église. Il n'y a aucune opposition entre la liturgie renouvelée par le Concile Vatican II et cette liturgie. »

## Universæ Ecclesiæ

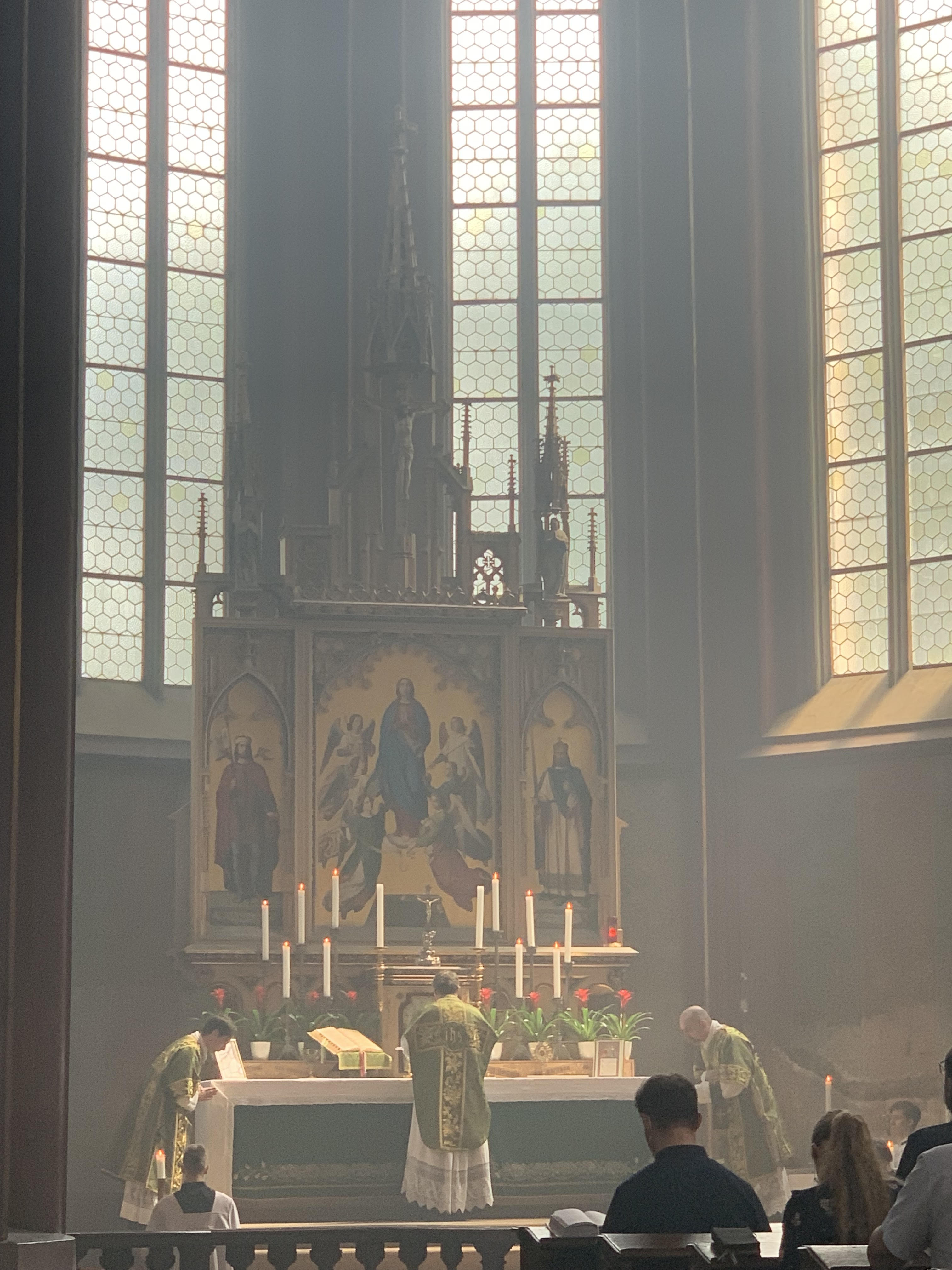
Messe solennelle tridentine.

Dans la lettre pastorale accompagnant le motu proprio, Benoît XVI annonçait une période probatoire de trois ans pour sa mise en œuvre, demandant aux évêques de lui rendre compte des difficultés d'application à l'issue de cette période.
La Commission pontificale Ecclesia Dei publie, le 13 mai 2011, un texte d'instructions reprenant plus précisément les principes d'application du motu proprio et avec quelques dispositions pratiques. Daté du 30 avril 2011, en la fête de saint Pie V, le texte réaffirme les objectifs : le rite ancien est un précieux trésor à conserver, les fidèles doivent pouvoir y accéder et cela doit permettre de favoriser la réconciliation au sein de l'Église.
Les questions de compétence sont clarifiées : c'est l'ordinaire du lieu qui est chargé de régler la mise en œuvre de la forme extraordinaire dans son diocèse, mais la commission pontificale Ecclesia Dei reçoit le pouvoir de trancher les litiges. Le texte offre plusieurs précisions de nature juridique. Une des plus notables est de n'honorer que les demandes de groupes qui acceptent la validité de la forme ordinaire et l'autorité du pape. La formation des séminaristes à la forme extraordinaire est encouragée, toutefois la forme ancienne du sacrement de l'ordre ne peut pas être conféré dans les séminaires diocésains, et est réservé aux instituts Ecclesia Dei. Le texte tout entier est présenté comme un texte d'équilibre visant à la réconciliation.

## Abrogation en 2021
Par le motu proprio Traditionis custodes publié le 16 juillet 2021, le pape François abroge Summorum Pontificum,,, et a déclaré qu'au contraire de ce qu'affirmait Summorum Pontificum sur l'existence de deux formes du rite romain, l'ordinaire et l'extraordinaire, il n'existe qu'une seule forme du rite romain, celle des livres liturgiques promulgués par Paul VI et Jean-Paul II, conformément aux décrets du concile Vatican II.
Cette décision s’appuie notamment sur une enquête menée en 2020 auprès de l'épiscopat mondial qui a conclu que l'usage du missel de 1962 allait souvent de pair avec un rejet du concile Vatican II et risquait de diviser l'Église. Selon Christophe Dickès, seuls 15 % des évêques ont donné des réponses défavorables aux questions posées, 15 % étaient en faveur de la messe tridentine, 70 % n'ont pas répondu,. Le cardinal Burke affirme et regrette l'absence d'informations sur les résultats de l'enquête, qui n'ont pas été rendus publics. En juillet 2025, des documents ayant fuité suggèrent que la majorité des évêques ayant répondu à cette enquête étaient satisfaits de Summorum Pontificum et de la messe tridentine dans leur diocèse, contrairement à ce que le pape François avait affirmé en 2021.
La célébration avec autorisation ecclésiastique de la messe selon le missel de 1962 reste possible, si l'évêque du diocèse (non pas d'autres évêques et évidemment non pas des curés seuls) l'accorde selon les directives du Siège apostolique et selon les limitations que l'évêque jugera bien imposer, en indiquant les endroits, hors des églises paroissiales, où célébrer la messe et en établissant les jours des célébrations ; les lectures devront être faites en langue vernaculaire,.
Une des directives les plus importantes en cette matière est le motu proprio Traditionis custodes, qui « vise à rétablir dans toute l’Église de Rite Romain une prière unique et identique exprimant son unité, selon les livres liturgiques promulgués par les saints Pontifes Paul VI et Jean-Paul II, en conformité avec les décrets du Concile Vatican II et dans la ligne de la tradition de l’Église».

## Particularité deSummorum Pontificum
La faculté concédée aux évêques diocésains par Jean-Paul II dans les documents Quattuor abhinc annos et Ecclesia Dei ne concernait que l'autorisation de la célébration de la messe de 1962. Benoît XVI a non seulement permis à chaque curé de faire de même, mais l'a également habilité à « concéder l’utilisation du rituel ancien pour l’administration des sacrements du Baptême, du Mariage, de la Pénitence et de l’Onction des Malades ».